# Connecticut zászlaja
A polgárháború idején használt hadilobogó. A címert 1711. október 25-én adományozták. A három szőlőtőke az első három települést szimbolizálja (Hartford, Windsor és Wethersfield), amelyek együtt alapították Connecticut gyarmatot 1639-ben. A mottó jelentése: „Aki áttelepült, ma is él”.